# Centre national de l'audiovisuel
 (avril 2018).
Si vous disposez d'ouvrages ou d'articles de référence ou si vous connaissez des sites web de qualité traitant du thème abordé ici, merci de compléter l'article en donnant les références utiles à sa vérifiabilité et en les liant à la section « Notes et références ».
Pour les articles homonymes, voir CNA.
Le Centre national de l'audiovisuel (ou CNA) à Dudelange, au Luxembourg, a été fondé en 1989.
Ses missions sont la sauvegarde, la mise en valeur et la promotion du patrimoine audiovisuel et photographique luxembourgeois.
En outre, le CNA gère une riche collection de photographies, sur la base desquels sont organisés des expositions ou des publications de livres.

## Histoire
Il est dirigé depuis sa création jusqu'à la fin 2015 par Jean Back. Paul Lesch lui succède.

## Bâtiment
Le bâtiment est composé de :
- deux salles de cinéma : le Starlight I et II ;
- un espace d'exposition : Display 01 et Display 02 ;
- une médiathèque ;
- un e-shop ;
- studios (son et prise de vue) ;
- archives.

## Liens
- Site officiel
- Notices d'autorité :   - VIAF
  - ISNI
  - IdRef
  - LCCN
  - Israël
  - WorldCat

1. ↑  « Mémorial A n° 31 de 1989 - Legilux », sur legilux.public.lu (consulté le 6 avril 2018)
2. ↑  « De Paul Lesch gëtt neien Direkter », sur RTL.lu, 4 décembre 2015 (consulté le 6 avril 2018)
3. ↑  « Locaux - Centre National de l'Audiovisuel », sur cna.lu, 17 juillet 2017 (consulté le 6 avril 2018)